# Peridot
Peridot là một biến thể có màu lục của khoáng vật olivin và là loại silicat chứa Mg và Fe với hàm lượng Mg lớn hơn Fe. Peridot (đá ô liu) là loại đá đại diện cho những người sinh tháng 8. Với màu sắc lục phớt vàng đặc trưng (màu oliu) đây là một đá quý hết sức đặc biệt, có trong các đá núi lửa và trong cả thiên thạch rơi xuống Trái Đất. Người La Mã gọi peridot là "emerald hoàng hôn" vì màu lục của chúng không tối vào ban đêm và vẫn thấy được dưới ánh đèn. Người ta cho rằng peridot giúp tăng thêm sức mạnh cho bất kỳ loại thuốc nào.

## Đặc điểm
- Tinh hệ: Hệ trực thoi [1]. Tinh thể hoàn chỉnh thường hiếm, đôi khi ở dạng tấm hoặc lăng trụ ngắn. Cát khai rõ theo [010], không hoàn toàn theo [100]
- Lưỡng chiết suất: 0,036; không phát quang; giá trị phổ hấp thụ: 6530, 5530, 5290, 4970, 4950, 4930, 4730, 4530
- Các bao thể thường gặp trong peridot là chromdiopside, chromspinel, flogopit và các bao thể anhydride dạng tấm, lá. Trong peridot của Việt Nam thường gặp các bao thể khoáng vật dạng 8 mặt tự hình của cromit cùng với các bao thể flogopit...

## Phân bố trên thế giới
Nguồn cung cấp peridot chủ yếu cho thế giới là vùng Biển Đỏ đã được khai thác từ 3500 năm trước đây, một số lượng lớn được khai thác ở Miến Điện (cách Mogok 30 km về phía đông bắc). Bên cạnh đó peridot còn được khai thác ở Australia (bang Queensland), Brasil (mỏ Minas Gerais), Nam Phi cùng với khai thác kim cương, Mỹ, Zaia... ở Châu Âu peridot được khai thác chủ yếu ở Na Uy.
Ở Việt Nam peridot được khai thác nhiều trong bazan miền nam Việt Nam, peridot được kết tinh ở giai đoạn đầu của hoạt động phun trào macma và hình thành nên các nodule. Khu vực khai thác nhiều nhất hiện nay là vùng Hàm Rồng (Gia Lai), Lâm Đồng...

## Mài cắt
Thời Trung cổ peridot được sử dụng rất rộng rãi ở châu Âu, peridot thường được cắt kiểu emơrôt và đôi khi được cắt kiểu kim cương và thường được gắn trên nhẫn vàng.

## Các loại đá giả và phương pháp nhận biết
Các loại đá có màu gần giống như peridot có demantoit, zircon, sa-phia vàng, cryzoberin, sinhalit,, opxidian (mondavit). Tuy nhiên peridot dễ nhận biết bởi màu lục vàng đặc trưng với lưỡng chiết mạnh (đây là một đặc điểm quan trọng nhất để phân biệt) ở những viên mài dày ta có thể quan sát được hiệu ứng nhân đôi thậm chí ngay cả bằng mắt thường. Màu giống như peridot chỉ thấy trong thủy tinh giả.
Sinhalit (borat của Fe, Al và Mg)" được coi như là một dạng của peridot nhưng có chỉ số chiết suất và tỷ trọng cao hơn do hàm lượng của Fe trong thành phần cao hơn.

## Các phương pháp xử lý
Mới đây peridot Việt Nam đã được các nhà khoa học thuộc Trung tâm Nghiên cứu Kiểm định Đá quý và Vàng (VGC) tiến hành xử lý làm tăng vẻ đẹp của peridot. Peridot Việt Nam thường bị nhuốm màu nâu do vậy có thể dùng phương pháp xử lý nhiệt để làm sạch màu nâu và chỉ giữ lại màu thân đá (body color).